# Mestiça, a Escrava Indomável
Mestiça, a Escrava Indomável  é um filme brasileiro de 1974, dirigido por Lenita Perroy, baseado no romance homônimo de Gilda de Abreu, cuja adaptação fora realizada por Lenita e Gilda.

## Elenco
| Ator/Atriz         | Personagem |
| ------------------ | ---------- |
| Sônia Braga        | Mestiça    |
| Walmor Chagas      | Gonçalves  |
| Arduíno Colassanti | Feitor     |
| Lola Brah          | Maria      |
| Miriam Mehler      | Mimosa     |
| Antonio Pitanga    | Amâncio    |
| Emiliano Queiroz   | Mascate    |
| Sérgio Hingst      | Augusto    |
| Liana Duval        | Branca     |
| Henricão           | Pai João   |
| Áurea Campos       | Escrava    |
| Lino Sérgio        | Tinoco     |